# Њу Хоуп (Алабама)
Њу Хоуп (енгл. New Hope) град је у америчкој савезној држави Алабама. По попису становништва из 2010. у њему је живело 2.810 становника.

## Демографија
Према попису становништва из 2010. у граду је живело 2.810 становника, што је 271 (10,7%) становника више него 2000. године.
| Група             | 2000.         | 2010.         |
| Белци             | 2.404 (94,7%) | 2.618 (93,2%) |
| Афроамериканци    | 10 (0,4%)     | 7 (0,2%)      |
| Азијати           | 6 (0,2%)      | 9 (0,3%)      |
| Хиспаноамериканци | 24 (0,9%)     | 40 (1,4%)     |
| Укупно            | 2.539         | 2.810         |